# Семенівка (Бердичівський район)
Семені́вка — село в Україні, у Бердичівському районі Житомирської області. Населення становить 1049 осіб.

## Населення
Згідно з переписом УРСР 1989 року чисельність наявного населення села становила 1181 особа, з яких 548 чоловіків та 633 жінки.
За переписом населення України 2001 року в селі мешкало 1036 осіб.

### Мова
Розподіл населення за рідною мовою за даними перепису 2001 року:
| Мова       | Відсоток |
| ---------- | -------- |
| українська | 97,52 %  |
| російська  | 2,29 %   |
| молдовська | 0,10 %   |